# آلن کوکز
آلن کوکز (انگلیسی: Alan Cocks؛ زادهٔ ۷ مهٔ ۱۹۵۱) بازیکن فوتبال اهل بریتانیا است.
از باشگاه‌هایی که در آن بازی کرده‌است می‌توان به باشگاه فوتبال اسکلمرسال یونایتد، باشگاه فوتبال چلسی، باشگاه فوتبال بارسکو، باشگاه فوتبال ساوتپورت، و باشگاه فوتبال برنتفورد اشاره کرد.